# Cotoneaster natmataungensis
Cotoneaster natmataungensis är en rosväxtart som beskrevs av J.Fryer, B.Hylmö och Ernest Charles Nelson. Cotoneaster natmataungensis ingår i släktet oxbär, och familjen rosväxter. Inga underarter finns listade i Catalogue of Life.